# Aston Martin V8 Vantage
L'Aston Martin V8 Vantage è una Gran Turismo ad alte prestazioni prodotta dal 1977 al 1989 dalla casa automobilistica britannica Aston Martin derivata dalla contemporanea V8 in 534 esemplari, di cui 342 in versione Saloon e 192 in versione cabriolet Volante.
È considerata comunemente la prima vera supercar britannica e si differenzia dalla V8 standard per la potenza del motore notevolmente aumentata e per la presenza di un diverso kit aerodinamico. L'allestimento Vantage venne reso disponibile anche sulla cabriolet V8 Vantage Volante. Nel corso degli anni la Aston Martin ha combinato diverse varianti di carrozzeria e motore creando una varietà di serie speciali che sono state costruite in piccola serie o rimasti pezzi unici.
La V8 Vantage è anche la base tecnica dell'esclusiva Aston Martin V8 Zagato che ha una carrozzeria realizzata, appunto, dalla Zagato.

## La genesi

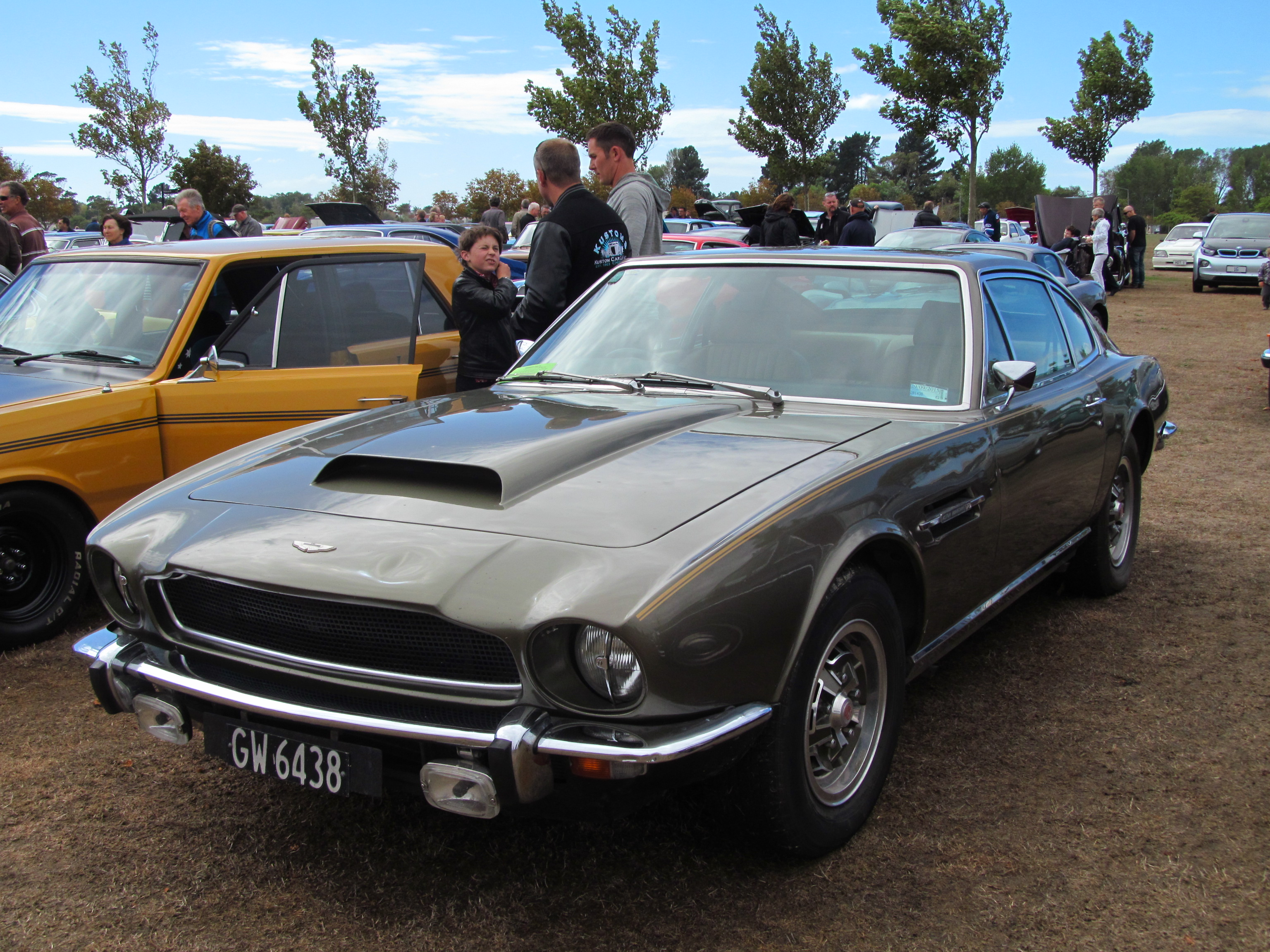
Una AM V8 standard, la base della V8 Vantage

L'Aston Martin V8 Vantage è la versione ad alte prestazioni della V8 standard, l'unico modello Aston Martin in produzione in quel momento, e ne riprende, sia pur modificate, la carrozzeria e la meccanica, compreso il motore ad otto cilindri a V progettato da Tadek Marek. Il termine inglese Vantage viene usato tradizionalmente dalla Aston Martin dai tempi della DB2 per le rispettive versioni potenziate dei propri modelli. L'unica eccezione è rappresentata dall'Aston Martin Vantage del 1972, in cui erano le versioni dotate del vecchio motore a sei cilindri in linea, quindi meno potenti e veloci delle coeve V8, ad essere nominate così.
Nacque per dare una svolta al destino della casa inglese dopo le difficoltà finanziarie e il salvataggio, nel 1976, da parte di una nuova proprietà guidata da Alan Curtis. Il nuovo direttore generale spinse per un ampliamento della gamma con delle nuove varianti della V8, che includevano una versione sportiva, la Vantage, una decappottabile, la Volante, e una berlina, la Lagonda. La prima ad essere presentata nella primavera del 1977 fu la V8 Vantage ad alte prestazioni perché la più veloce da realizzare; in pratica fu una versione aggiornata dentro e fuori della V8 più che un nuovo modello a sé stante. All'inizio era previsto solo un kit di elaborazione Vantage con cui i tecnici di Aston Martin Works avrebbero modificato le V8 standard su richiesta dei clienti tuttavia, a causa di una richiesta inaspettatamente elevata, Aston Martin decise di trasformare il kit di elaborazione in un modello costruito direttamente in fabbrica e venduto come V8 Vantage. Al momento del lancio alcuni giornalisti specializzati la ritennero la prima supercar britannica e per questo le assegnarono l'arduo confronto con Lotus Esprit Turbo SE, Porsche 928 S4, Ferrari Testarossa e Lamborghini Countach.
La produzione della V8 Vantage si articolò in tre serie e terminò come quella della V8 nel 1989 con l'introduzione della nuova Virage, di cui venne lanciata una versione Vantage nel 1992.

## Meccanica e carrozzeria

### Meccanica

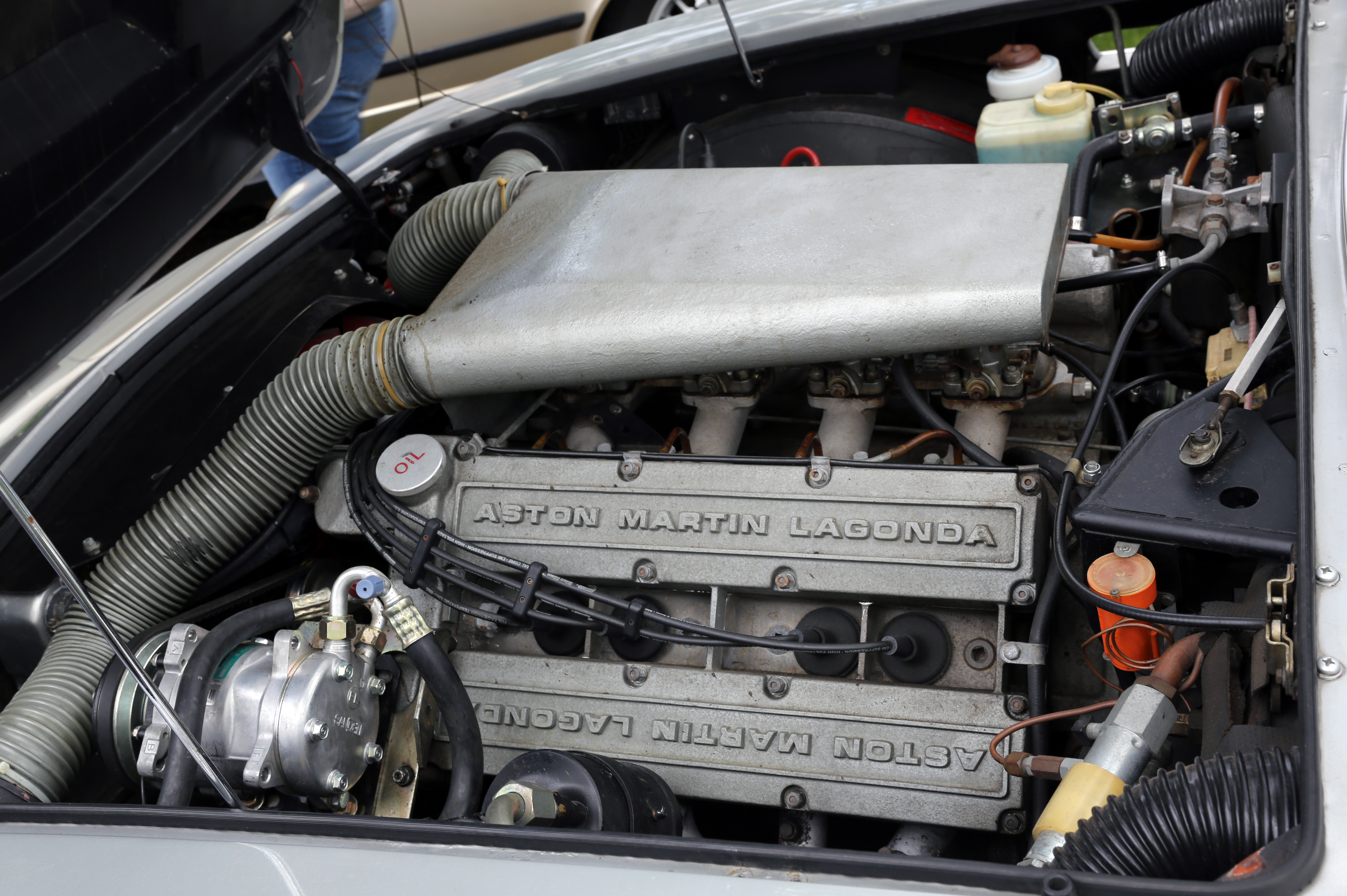
Il motore a carburatori della V8 Vantage

L'Aston Martin V8 Vantage monta lo stesso motore in alluminio otto cilindri a V di 90° che alimenta la V8 standard con cilindrata invariata di 5341 cm³ (alesaggio × corsa: 100 × 85 mm). Ogni bancata dei cilindri ha due alberi a camme in testa che controllano le valvole di aspirazione e scarico, 2 per cilindro.
Rispetto al motore V8 standard le valvole di aspirazione e scarico del motore Vantage sono più grandi e gli alberi a camme hanno un profilo più spinto mentre i pistoni sono stati progettati e realizzati dal costruttore di motori di F1 Cosworth. Vennero modificati anche il sistema di scarico, più libero, e l'impianto di alimentazione, adottando dei carburatori Weber doppio corpo 48 IDF D2/100 più grandi che la V8 Vantage mantenne fino al 1989, quando la V8 standard era già passata all'iniezione nel 1986. La casa affermò che la potenza del motore Vantage era aumentata di circa il 40% e la coppia del 10% rispetto a quella di un V8 standard, nell'ordine di 430 CV, anche se non vennero resi noti valori precisi. Le misure del TÜV, la motorizzazione tedesca, arrivarono tuttavia a soli 380 CV. Nel 1986 Aston Martin aumentò la potenza fino a 417 CV e addirittura a 438 CV a richiesta.
Inizialmente la V8 Vantage venne offerta solo con un cambio manuale ZF a 5 marce escludendo l'automatico a tre velocità Chrysler Torqueflite anche dalla lista degli optional. Solo nel 1986 venne offerta a richiesta la trasmissione automatica anche se, già nel 1978, almeno una Vantage era stata dotata di cambio automatico su ordine speciale del cliente. Il telaio della V8 Vantage corrisponde sostanzialmente a quello del V8 normale tuttavia l'auto risulta più bassa a causa delle sospensioni ribassate. Vennero installate molle più rigide, ammortizzatori regolabili Koni e i dischi dei freni autoventilanti ingranditi. La Aston Martin V8 Vantage era equipaggiata di serie con pneumatici superibassati 255/60 VR15, i cerchi di serie passarono a 16" nel 1986. Su richiesta speciale del cliente erano disponibili anche pneumatici più larghi.

### Carrozzeria
Stilisticamente la V8 Vantage corrisponde alla V8 normale con la scocca, i vetri e le parti strutturali in lamiera della coupé disegnata da William Towns ma con i pannelli esterni realizzati a mano in fogli di alluminio dalla Aston Martin. Gli stampi in legno sono stati forniti da Woodmasters, la stessa ditta che aveva anche prodotto le presse utilizzate dalla Aston Martin per realizzare le parti in acciaio del telaio a piattaforma. Le modifiche esterne della Vantage riguardano principalmente dei dettagli, che però rendevano l'auto molto più sportiva.

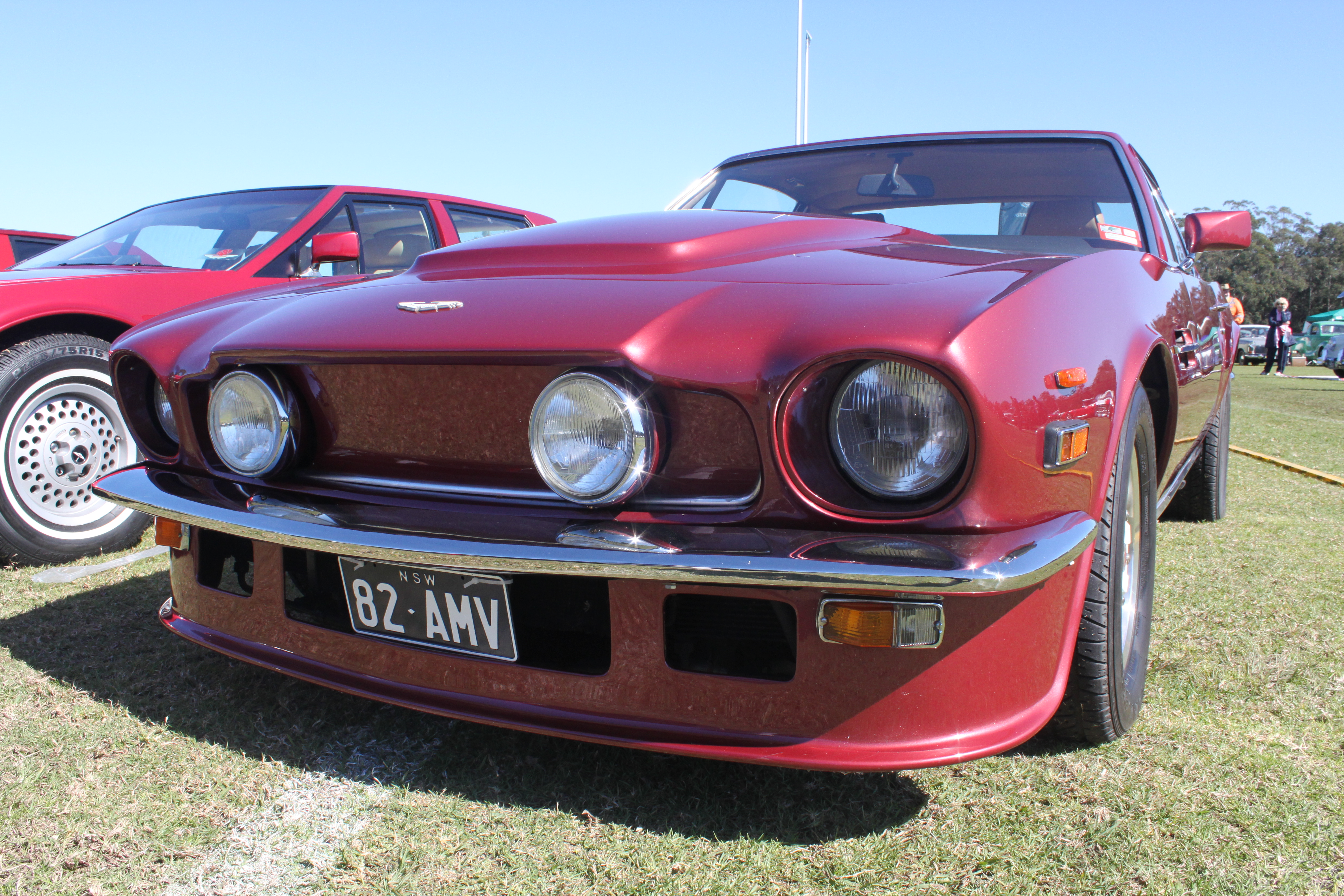
La differenza più evidente tra V8 e V8 Vantage: la mascherina chiusa

Sul frontale i modelli V8 Vantage sono dotati di un grande spoiler in plastica rinforzato con fibra di vetro con prese d'aria multiple e la griglia del radiatore tipica del modello è chiusa con una copertura verniciata in tinta con la carrozzeria con due fanali supplementari aggiuntivi. Nei primi cinque esemplari si trattava di piccoli fari Cibié montati a filo che furono sostituiti nel 1977 da unità Lucas più grandi a causa della scarsa luminosità. Il raffreddamento era comunque garantito dall'apertura maggiorata sotto il paraurti. L'azione combinata dello spoiler e della griglia coperta riduceva la resistenza aerodinamica di circa il 10% rispetto alla V8 standard. La presa d'aria sul cofano venne chiusa e sostituita con un rigonfiamento per alloggiare i carburatori, la copertura in plexiglas sui carburatori vista sul prototipo non arrivò alla produzione in serie, ma la vettura mantenne il rigonfiamento anche dopo il 1986 quando sulle V8 standard il cofano venne spianato. Gli pneumatici maggiorati richiesero passaruota svasati e codolini ulteriormente allargati. Sul cofano del bagagliaio venne applicato uno spoiler posteriore la cui forma cambiò nel corso degli anni.
Queste peculiarità del design sono comunemente associate alle V8 Vantage, ma non si trovano su tutte le auto prodotte. Infatti ogni Vantage era unica e realizzata secondo le esigenze del cliente. Così vennero create molte Vantage la cui apertura del radiatore è aperta come sulle V8 standard. Oltre alle preferenze dei clienti, ciò potrebbe anche avere ragioni tecniche: ad esempio, Aston Martin raccomandava di lasciare aperta la griglia per le auto consegnate in regioni molto calde. Lo stesso vale per le prese d'aria del cofano, aperte su alcuni dei primi modelli Vantage. D'altra parte alcuni clienti comprarono gli accessori della V8 Vantage, in particolare gli spoiler anteriori, per applicarli alle loro V8 standard. Tutto questo ha creato numerose vetture ibride, a metà tra V8 Standard e Vantage.

## La V8 Vantage prodotta in serie
Dal 1977 al 1989 l'Aston Martin produsse un totale di circa 360 esemplari di V8 Vantage. Per quanto riguarda le fasi di sviluppo, di solito viene fatta una distinzione in 3 serie, con alcune ulteriori differenze all'interno delle singole serie.

### Serie 1: V540 (1977-1978)

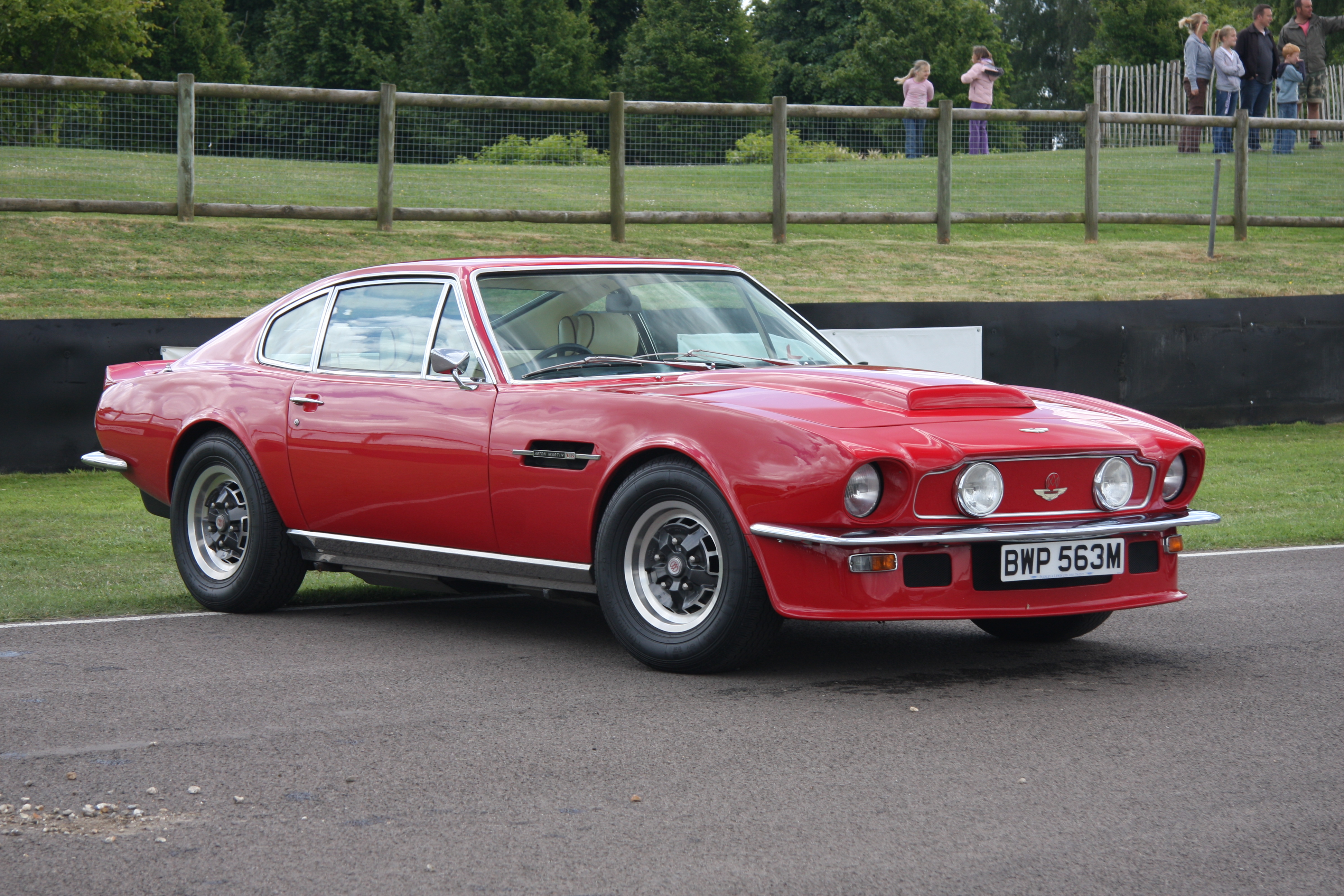
Una V8 Vantage prima serie

La prima serie dell'Aston Martin V8 Vantage è internamente denominata V540. Copre 39 esemplari fabbricati dal 1977 all'introduzione delle cosiddette modifiche Oscar India nell'ottobre 1978. Le vetture 1977 e 1978 differiscono chiaramente l'uno dall'altro per alcuni dettagli:

#### 1977:Bolt-on
Le prime 16 auto, costruite nel 1977, hanno le scocche della V8 contemporanea poiché furono successivamente ricostruiti come Vantage dal dipartimento interno Aston Martin. Per queste auto venne usato il cofano della V8 Serie 3, la cui particolarità è una presa d'aria molto grande. Questa apertura venne successivamente chiusa sui modelli successivi. Lo spoiler posteriore venne imbullonato sul cofano del bagagliaio e sugli angoli dei parafanghi posteriori. Questi primi 16 Vantage sono indicati nel mondo degli appassionati di lingua britannica come Bolt-on (in inglese: imbullonati). Le prime cinque di queste auto differiscono anche per i fari ausiliari particolarmente piccoli e inefficienti.

#### 1978:Flip-tails
Nel 1978 Aston Martin realizzò altre 23 Vantage in cui la presa d'aria sul cofano venne chiusa e resa specifica per questo modello. Inoltre lo spoiler posteriore è integrato direttamente nella carrozzeria e non più avvitato. Ci si riferisce a questa serie con il termine, ufficioso, di flip-tail. Le V8 Cosmetic Vantage destinate agli USA sono dotate proprio di una scocca flip-tail.

### Serie 2:V540 OIeV580(1978-1986)[3]

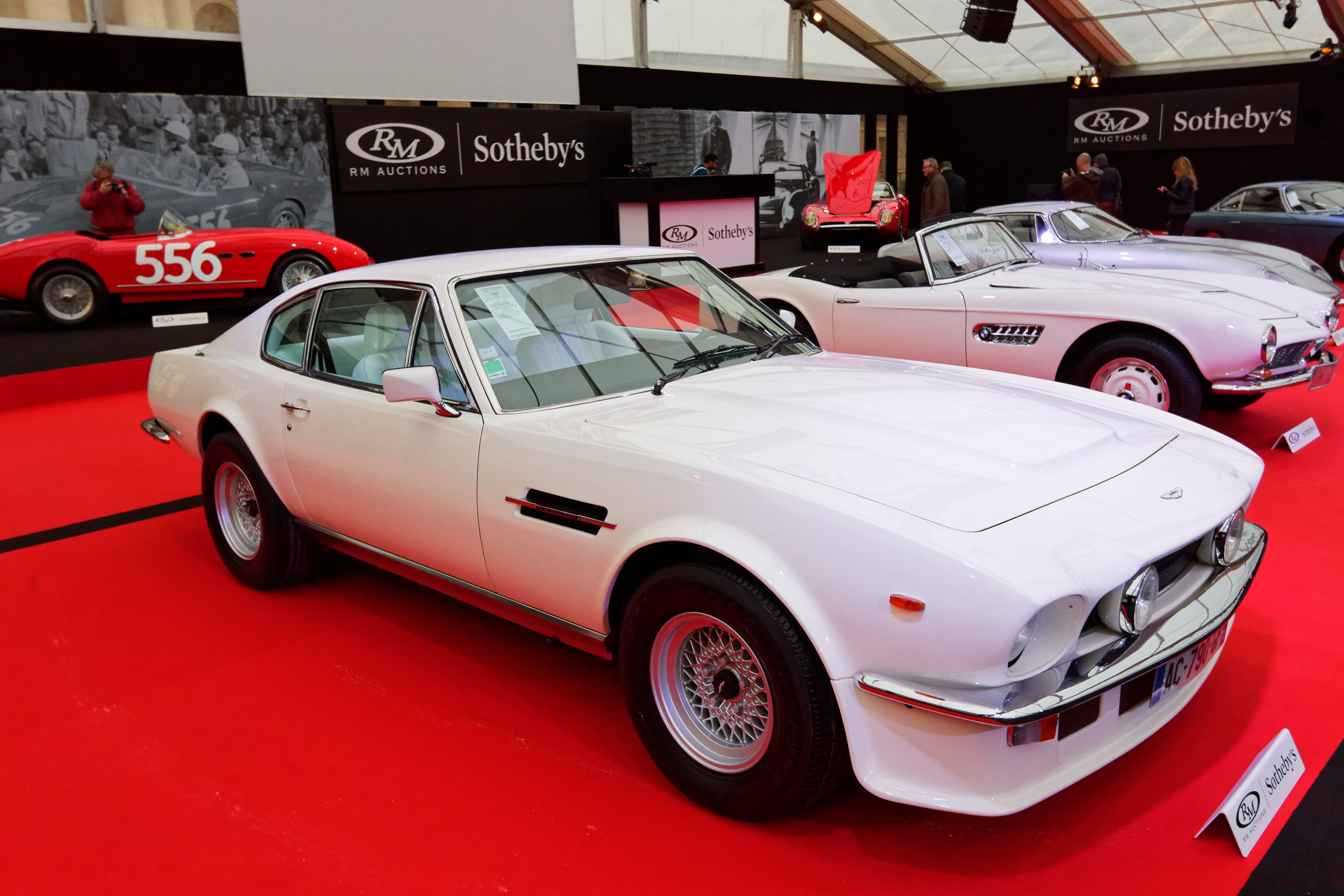
una Aston Martin V8 Vantage V580 Oscar India del 1983

Nell'ottobre 1978, Aston Martin introdusse la serie 4 della V8 standard, soprannominata Oscar India, per spiegare le lettere O e I, che in realtà stanno per "October Introduced", introdotta ad ottobre. Alcuni dei cambiamenti tecnici e stilistici vennero trasferiti sulla seconda serie di V8 Vantage che a sua volta può essere suddivisa in due sottoserie: V540 OI e V580.

#### V540 OI

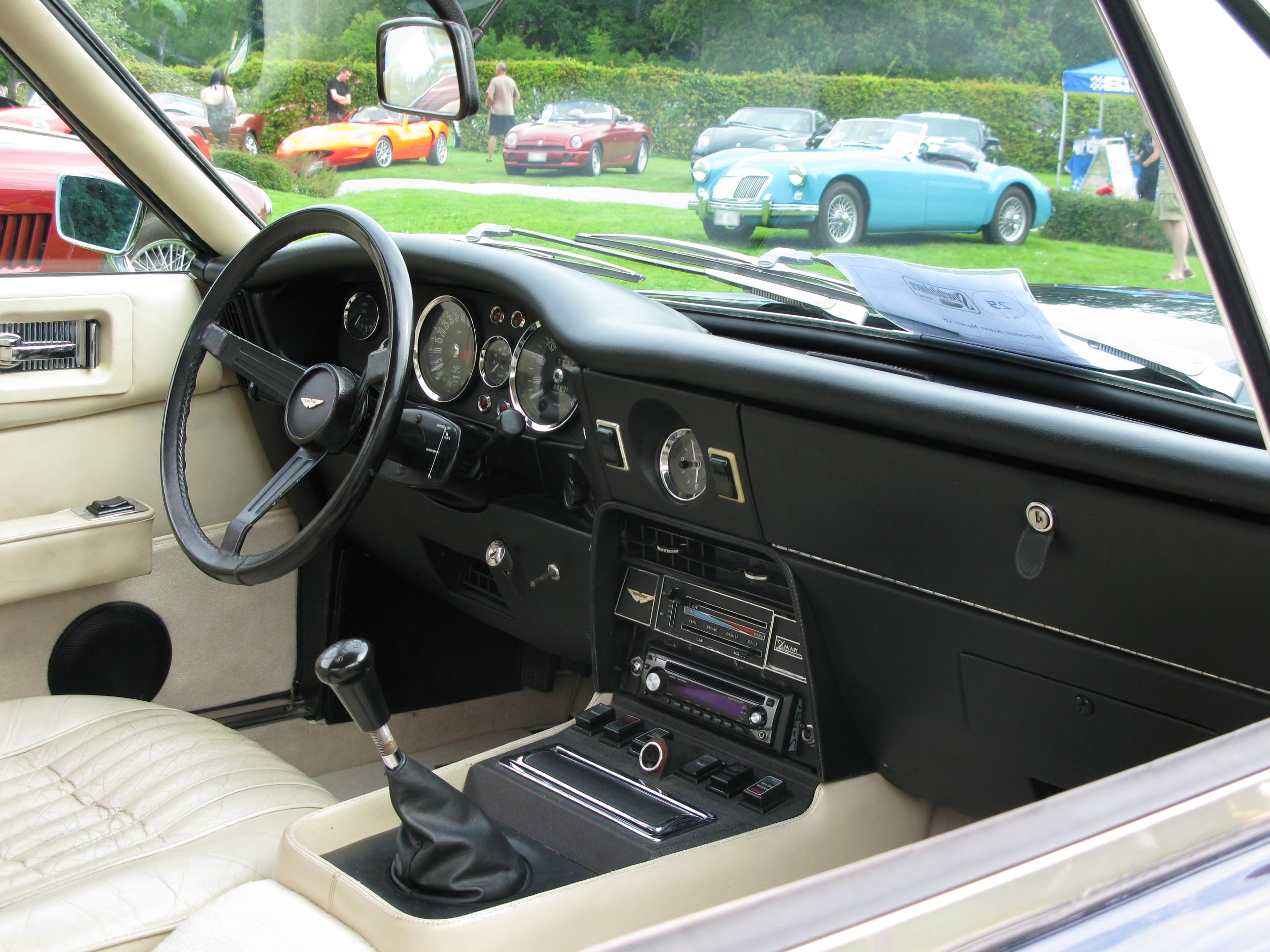
Gli interni di una V8 Vantage sono privi degli inserti in legno e quindi identici a quelli di una V8 standard manuale precedente al 1977

La prima parte della seconda serie viene definita internamente come V540 OI. Le modifiche esterne includono una nuova parte posteriore riprogettata, leggermente più lunga, con il bagagliaio che quasi orizzontale e con uno spoiler posteriore più pronunciato. La meccanica rimase invariata così come negli interni, in cui non vennero applicati i pannelli interni in legno della V8 Oscar India standard. Vennero prodotte 44 vetture con queste specifiche tra l'ottobre 1978 e il marzo 1980.

#### V580 OI
Nella primavera del 1980 l'Aston Martin apportò alcune modifiche meccaniche alla V8 Vantage, dando origine alla versione V580. Il monoblocco della Vantage venne unificato con quello della coeva Lagonda per razionalizzare la produzione con il risultato di essere ugualmente potente ma più silenzioso e disposto a girare alto con un consumo leggermente diminuito. Inizialmente la scocca Oscar India rimase invariato in questa versione poi, nel 1981, l'Aston Martin passò a pneumatici VR15 275/55 più larghi su cerchi in lega GNK uniti a passaruota più svasati, che allargarono la vettura di 2 cm. Fino al dicembre 1982 furono prodotte 43 vetture. All'inizio del 1983 Aston Martin introdusse anche nuovi cerchi in lega BBS e produsse, fino alla fine del 1985, altre 94 auto.

### Serie 3: V580X (1986-1989)

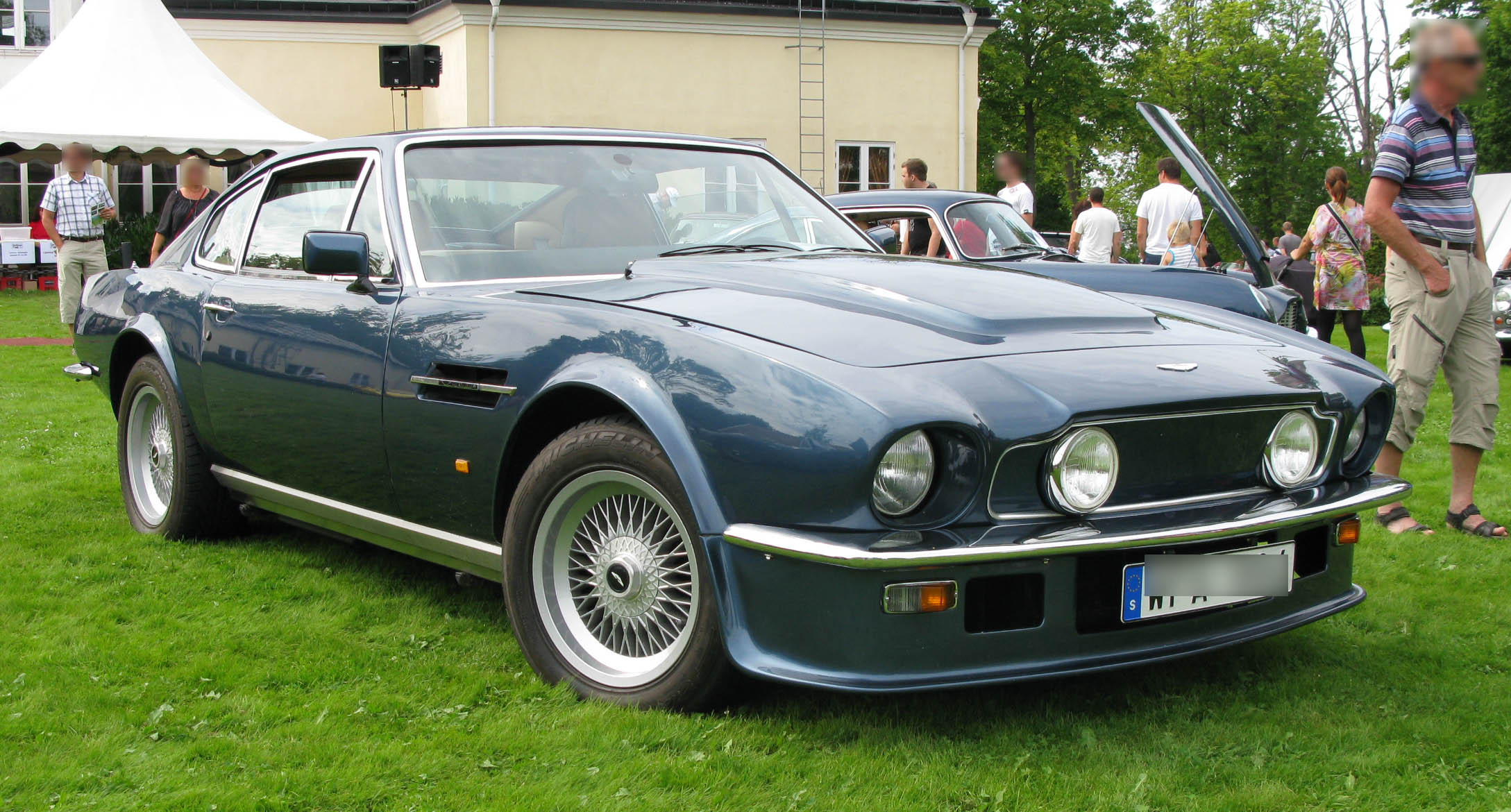
Aston Martin V8 Vantage V580X X-Pack del 1988

Il 1986 vide la fase finale di sviluppo della V8 Vantage, denominata internamente V580X e ufficiosamente X-Pack, con l'Aston Martin che modificò la meccanica unificandola a quella della V8 Zagato introdotta di recente. Mentre il motore della V8 standard passava all'iniezione elettronica la Vantage rimase fedele ai carburatori e su questa versione il V8 raggiunse i 419 CV. A partire dal 1987 venne reso disponibile un nuovo pacchetto, chiamato ufficiosamente Big Bore, per aumentare ulteriormente la potenza a 438 CV attraverso l'incremento del rapporto di compressione a 10,5:1. Questo pacchetto venne offerto sia come primo equipaggiamento che come kit di elaborazione che i clienti già in possesso delle vetture potevano far montare direttamente dalla casa.
Il cambio manuale ZF a 5 marce rimase di serie ma venne offerta come optional la trasmissione automatica Chrysler Torqueflite. Le auto adesso montavano pneumatici Goodyear 255/50 ZR16 su cerchi Ronal per cui adottarono passaruota e codolini ancor più svasati e anche, ma solo su alcuni esemplari, minigonne laterali. Dalla fine dell'estate 1987 al termine della produzione nel 1989 Aston Martin costruì 137 V8 Vantage V580X, la maggior parte di loro con pacchetto Big Bore. A quel punto la V8 standard uscì di produzione e venne rimpiazzata dalla Virage, di cui arrivò una versione Vantage nel 1992.

## Le Cosmetic Vantage (USA)

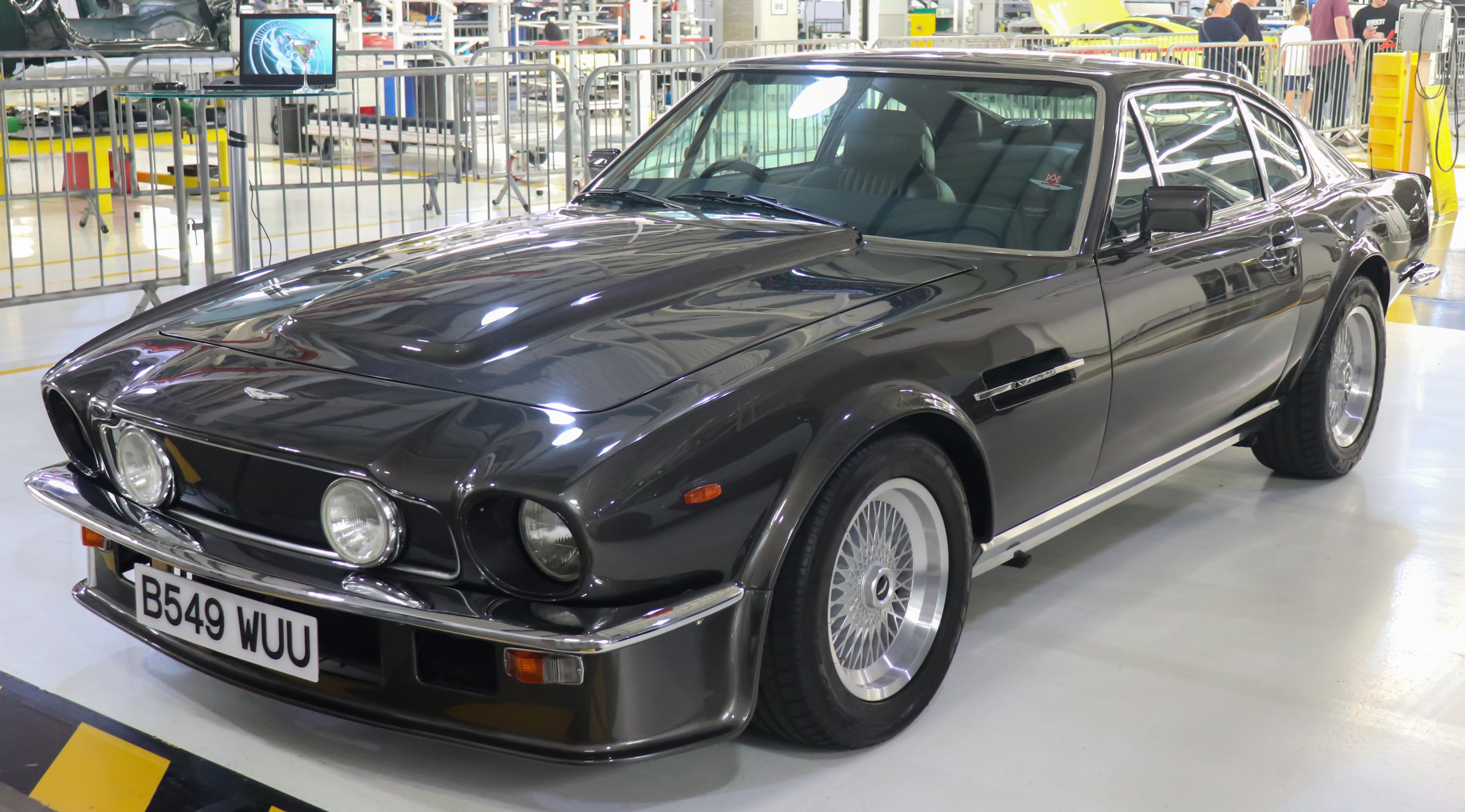
La più famosa Cosmetic Vantage in assoluto: la V8 "Vantage" usata da James Bond in Agente 007 - Zona Pericolo

Dato che il motore Vantage non era conforme alle normative locali sulle emissioni, la V8 Vantage non poteva essere venduta negli Stati Uniti. Per ovviare a questo problema, nel 1978 Aston Martin costruì una serie di auto, chiamate Cosmetic Vantage, che corrispondono esteticamente alle V8 Vantage vendute in Europa ma prive del loto motore potenziato.
Queste vetture erano ovviamente molto meno potenti delle V8 Vantage ma anche meno potenti delle V8 standard europee. Nella maggior parte degli Stati Uniti, infatti, la potenza del motore era di 263 CV mentre per la California, dove erano ancora più severe le normative sui gas di scarico, venne realizzata una versione speciale con soli 202 CV. Nel complesso la Aston Martin ha realizzato, a seconda della fonte, 11 o 13 Cosmetic Vantage per il mercato nordamericano alla fine degli anni '70. La maggior parte di loro sono vetture pre-OI, ma alcune sono Oscar-India, e almeno una Cosmetic aveva il kit estetico X-Pack del 1986. Molte, ma non tutte, hanno paraurti di sicurezza statunitensi; alcune furono equipaggiate successivamente con motori europei Vantage ed alcune addirittura reimportate in Europa.

## Le V8 Vantage Volante: le cabriolet

### Gli inizi: le Volante aggiornate Vantage
Soprattutto in vista del mercato nordamericano Aston Martin aveva introdotto nell'estate del 1978 una versione cabriolet della V8, battezzata tradizionalmente V8 Volante. La Volante fu disponibile inizialmente solo con il motore V8 standard poiché Il potente motore Vantage non era considerato adatto all'auto scoperta per motivi di sicurezza. Tuttavia, alla fine degli anni '70, venne realizzata da Aston Martin Works una piccola serie speciale di sei cabriolet con motore Vantage. Le auto andarono al Sultano del Brunei nonché a facoltosi clienti in Medio Oriente e Sudafrica. Queste vetture sono molto diverse tra loro e solo una è quasi identica alla successiva V8 Vantage Volante.

### V8 Vantage Volante

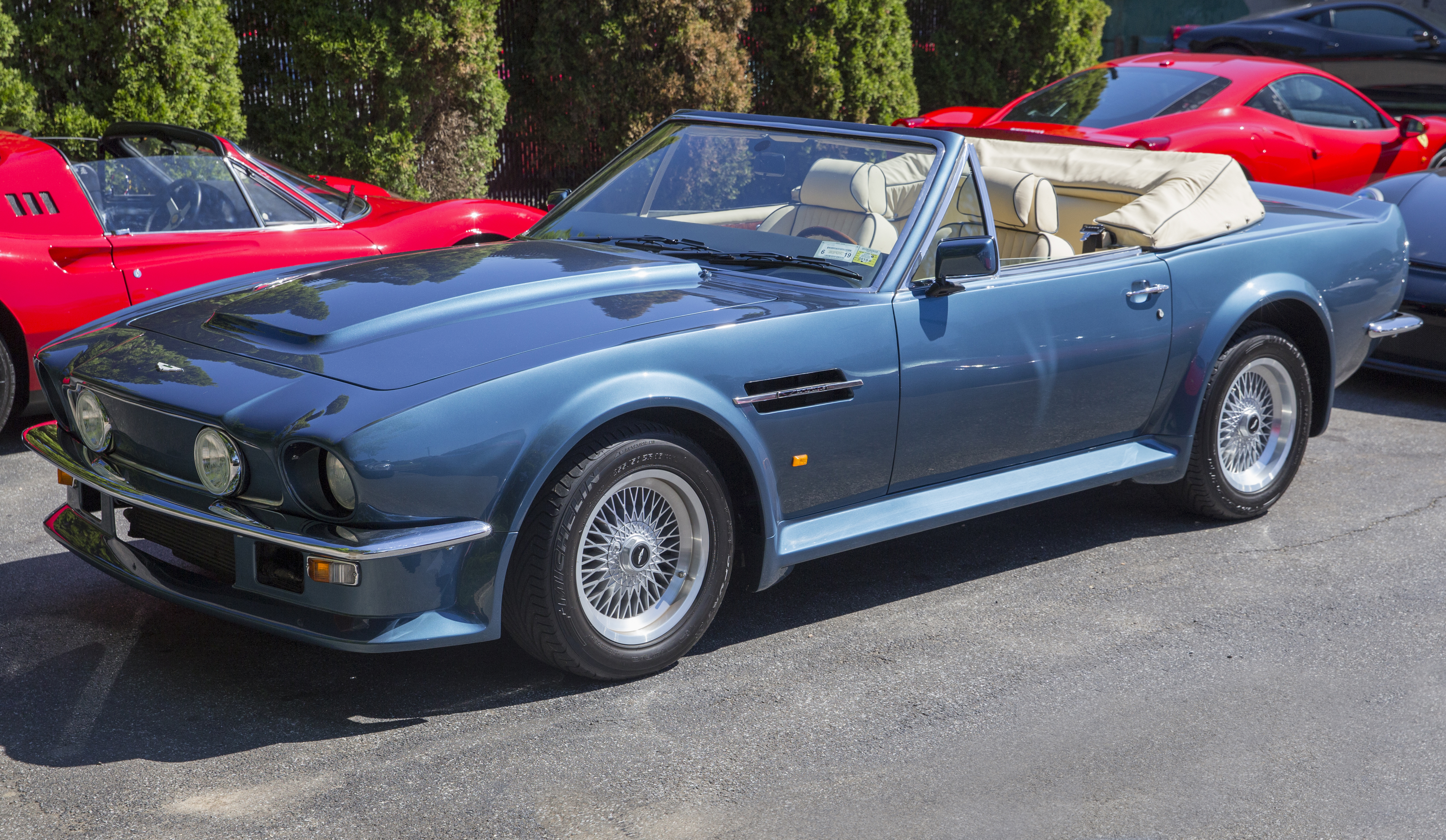
una Aston Martin V8 Vantage Volante X-Pack del 1989

Nell'ottobre 1986 venne lanciata la V8 Vantage Volante, la cabriolet con meccanica Vantage terza serie (V580X o X-Pack) con motore 419 CV. Esteticamente la Vantage Volante si distingue dalla Volante standard per lo spoiler e i codolini dei passaruota allargati, per le minigonne laterali e per lo spoiler posteriore, che è quello delle vetture OI prodotte dal 1978. Tuttavia questi cambiamenti stilistici non erano necessari per ragioni strettamente aerodinamiche quanto più per ragioni estetiche, dividendo le opinioni del pubblico. Nonostante questo La V8 Vantage Volante raggiungeva una velocità massima di 270 km/h diventando, al momento del lancio, la più veloce cabriolet prodotta in serie al mondo.
Dall'ottobre 1986 fino alla fine della produzione nell'estate del 1989 furono costruite 109 Vantage Volante, 30 dei quali con il cambio automatico. Erano i modelli più costosi della gamma Aston Martin. Al lancio, una Vantage Volante costava in Inghilterra £ 93.500. Tre anni dopo, il prezzo degli ultimi esemplari arrivava a 135.000 £. Erano così £ 25,000 più cari di una V8 Vantage coupé e £ 15,000 più di una V8 Volante standard.

### V8 Vantage VolantePrincipe di Galles
Una versione speciale della V8 Vantage Volante si deve a Carlo d'Inghilterra. Il Principe di Galles, che è un appassionato del marchio, nel 1987 commissionò una vettura che combinasse la meccanica raffinata della V8 Vantage Volante con l'elegante carrozzeria della V8 Volante standard. Rispetto alla standard i passaruota sono stati comunque allargati per accogliere cerchi Ronal da 16", ma non a livello della X-Pack. Questa versione è definita ufficiosamente V8 Vantage Volante Principe di Galles (o PoW, Prince of Wales). Dopo aver consegnato l'auto al Principe Carlo, Aston Martin decise di costruire una piccola serie di 22 vetture in configurazione Principe di Galles, di cui una con cambio automatico.

#### V8 Vantage VolanteEcurie Ecosse
Una piccola serie speciale di tre auto PoW porta ufficiosamente il suffisso Ecurie Ecosse perché due di queste sono state costruite per i proprietari della Ecurie Ecosse, la squadra corse scozzese con sede a Edimburgo che aveva vinto la 24 Ore di Le Mans con la Jaguar D-Type negli anni '50 e ora veniva rilanciata da questi due uomini d'affari. Sono essenzialmente delle Principe di Galles che montano il grande spoiler posteriore della X-Pack.

### Le V8 Cosmetic Vantage Volante
Mentre le Principe di Galles e le Ecurie-Ecosse combinano il potente motore Vantage con la carrozzeria elegante della V8 Volante standard, Aston Martin ha sviluppato anche una combinazione opposta per il mercato nordamericano. Poiché il motore Vantage non era stato approvato negli USA e non poteva essere venduto, a partire dal 1987, venne creata una serie di Cosmetic Vantage Volante, analoghe alle Cosmetic Vantage coupé. Queste auto con guida a sinistra hanno la carrozzeria fortemente allargata della Vantage Volante X-Pack ma sono mosse dal motore V8 EFI standard Serie 5 con circa 320 CV. L'Aston Martin ha costruito un totale di 58 vetture con questa configurazione, 47 delle quali dotate di cambio automatico.

## Elaborazioni
Oltre ai motori da 5,3 litri offerti di serie, dal 1989, la V8 Vantage può essere equipaggiata, come tutte le altre V8 (e la sua erede Virage) con motori con cilindrata ulteriormente aumentata. Il punto di partenza era una versione da 6,3 litri del motore a otto cilindri sviluppato dalla società di elaborazione indipendente Richard S. Williams (RSW) con 470 CV. Nel 1991, Aston Martins Works rilevò questo motore, che da allora venne offerto ai clienti come retrofit sulle V8 aperte o chiuse, Vantage e non. Richard S. Williams ha quindi sviluppato ulteriori varianti del motore Aston Martin con cilindrata accresciuta fino a 7 litri.

## V8 Vantage Zagato

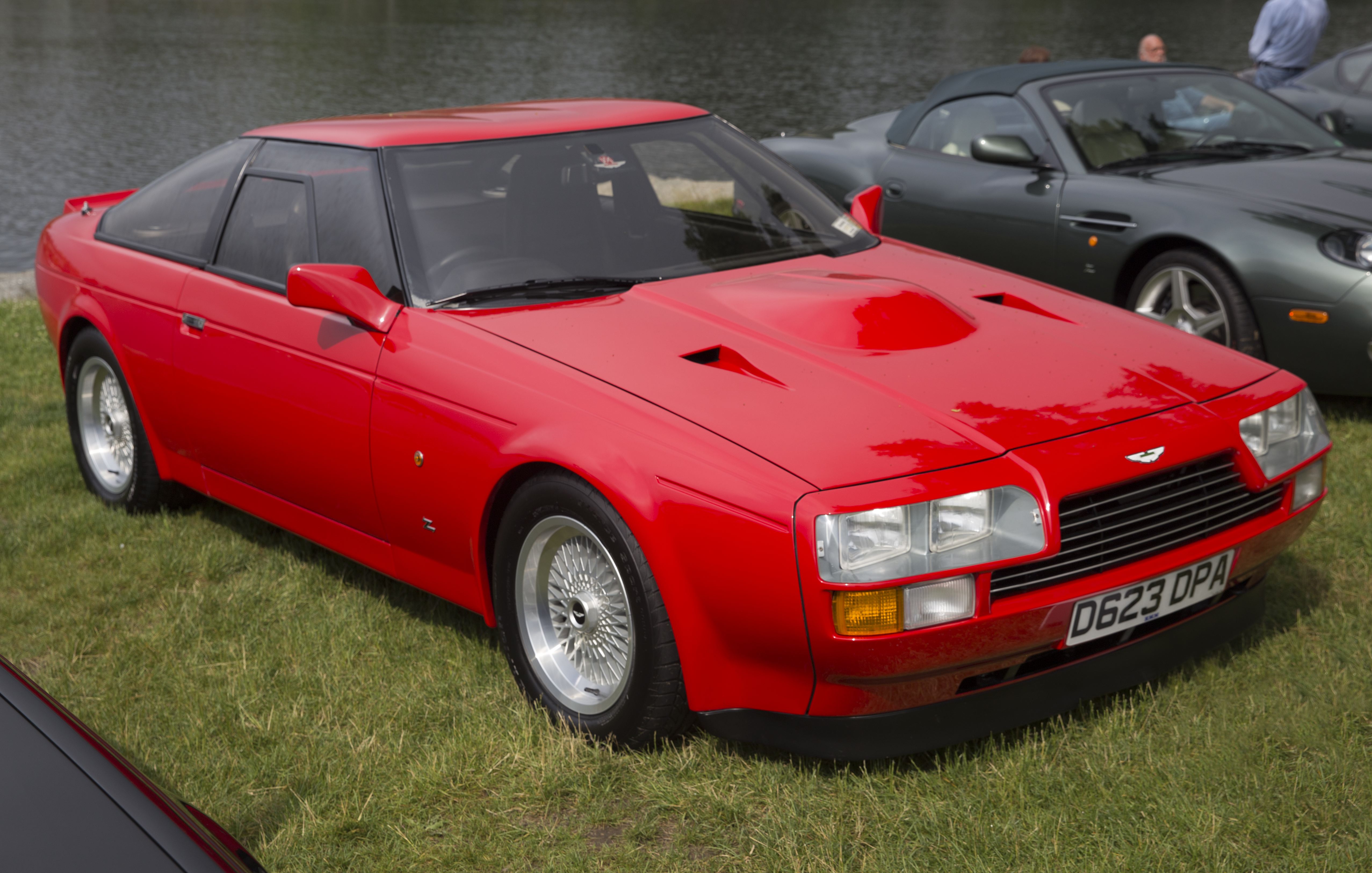
una Aston Martin V8 Vantage Zagato del 1987

L'Aston Martin V8 Zagato è un'auto che combina la meccanica dell'Aston Martin V8 Vantage con una carrozzeria progettata e costruita dalla carrozzeria Zagato. Con questo progetto, deciso al Salone di Ginevra 1984, entrambe le aziende rinsaldano la collaborazione iniziata negli anni '60 con la Aston Martin DB4 GT Zagato.
L'obiettivo era costruire insieme un'auto sportiva a 300 km/h e, di conseguenza, la carrozzeria di Zagato progettata da Giuseppe Mittino era particolarmente leggera ed aerodinamicamente efficiente, con un coefficiente di resistenza di 0.33. La Zagato, prodotta in 89 esemplari dal 1986 al 1989, raggiungeva i 299 km/h con il motore V8 Vantage X-Pack la 419 CV. Vennero prodotte anche 25 (o 37, a seconda della fonte) V8 Vantage Zagato Volante con carrozzeria aperta con capote in tela e motore V8 EFI standard da 320 CV che raggiungeva i 257 km/h.